# ناتسكي موريكاوا
ناتسكي موريكاوا (باليابانية: 森川七月؛ بالكانا: もりかわ なつき) هي مغنية يابانية، ولدت في 30 يوليو 1985 في سويتا في اليابان.

## وصلات خارجية
- ناتسكي موريكاوا على موقع أول ميوزيك (الإنجليزية)

- الموقع الرسمي